# 장타오팡
장타오팡(중국어: 張桃芳, 한어 병음: Zhāng Táo Fāng, 웨이드-자일스: Zhang Tao-fang, 1931년 4월 29일 ~ 2007년 10월 29일)은 중국의 저격수이다. 그는 6.25 전쟁 동안 32일 만에 214명을 죽이거나 부상시킨 것으로 알려져 있다.

## 6.25 전쟁
장타오팡은 1953년 1월 11일 24군 214연대 8중대 소속으로 삼각고지에 배치되었으며, 당시 군에 입대한 지 2년도 채 되지 않았다. 그는 PU 스코프가 없는 낡은 모신나강 M44를 소지하고 있었다.
18일 후 장타오팡은 목표물을 발견했다. 그는 즉시 조준하고 발사했지만 12번 모두 빗나갔고, 역공으로 거의 죽을 뻔했다. 이 경험을 바탕으로 장타오팡은 가늠쇠로 조준 기술을 개선했고, 다음 번에 발사했을 때는 목표물을 맞혔다. 2월 15일, 그는 9발로 7개의 목표물을 맞혔는데, 이는 많은 숙련된 저격수들을 능가하는 비율이었다.
선전 사진에 따르면, 장타오팡은 32일 만에 214명을 죽이거나 부상시켰다고 보도되었으며, 이로 인해 1등 공로를 얻었다.

## 전후
1954년 6.25 전쟁이 끝난 후 장타오팡은 중국 인민해방군 공군으로 전속되어 쉬저우시와 지난시의 공군 항공 학교에서 공부했다. 1956년에는 중국공산당에 입당하여 가오미시의 공군 훈련 기지에서 전투기 조종사로 근무하며 미그-15와 미그-15bis 훈련기를 조종했다. 류야러우 공군 사령관의 지시에 따라 장타오팡은 방공 부대의 대대장으로 임명되었다. 이후 그는 공군 기지 경비 중대 부교관, 상하이 공군 정치 학교 학생, 산둥성 웨이셴 공군 기지 경비 중대 교관, 제9 지대공 미사일 연대 사령부 부참모장 등을 역임했다. 그는 1985년에 군 복무를 마쳤다.
장타오팡은 2007년 10월 29일에 사망했다.

## 대중문화
2022년 영화 저격수는 6.25 전쟁 중 장타오팡의 경험을 각색한 것이다. 이 영화는 중국영화국의 자금 지원을 받았다.

## 수상
- 틀:나라자료 China:
  -  전투 영웅 (2급)
- 틀:나라자료 North Korea:
  -  국기훈장 (1급)

## 같이 보기
- 찐또땀 (1945~1996), 베트남 전쟁 중 개인적으로 272명의 적을 죽였다고 알려진 북베트남 군인[6]